# 愛情三選一
是一部浪漫喜劇電影，由導演亞當·布魯克斯與英國著名的製片團隊Working Title Films所拍攝的，由萊恩·雷諾斯、艾拉·費雪及艾碧·貝絲琳等主演。

## 故事情節
故事是發生在生活於紐約曼哈頓父女之間的故事。主角威爾與妻子正在辦理離婚手續，有一天當威爾去學校帶女兒瑪雅回家的時候，發現學校的學生很多人的情緒不穩，原因是因為學校那天談論關於性的課題，而十歲的瑪雅很正經地問威爾一些問題，威爾一直不知道怎麼回答。睡覺前，瑪雅很好奇爸爸威爾結婚前的事情，禁不起瑪雅再三地詢問，威爾於是以假名來代替三位在他命中相戀女子的真實姓名，並講述他與她們的故事，讓女兒自己來推理哪個女子才是她的媽媽。
威爾本來與大學交往的女朋友艾蜜莉一起生活在威斯康辛州，而威爾接受來自紐約競選總部的邀約，於是決定一人前往紐約。在競選團隊中，因為威爾是新人，所以必須從打雜的工作開始。在競選團隊中有位熱情的影印工讀生艾波兒，兩人在生活中越走越近，有次威爾陪艾波兒參加派對，在頂樓上兩人相互聊天，當艾波兒知道威爾買了戒指打算對女朋友求婚，於是建議威爾把艾波兒她自己當成求婚對象來練習求婚宣言，艾波兒受到威爾的感動對他動了情。
兩人來往時，威爾在艾波兒家中發現艾波兒有很多本《簡愛》，艾波兒告知她在尋找父親生前送給她最後的生日禮物-《簡愛》。
大學交往的女朋友艾蜜莉到紐約找威爾，威爾在公園裡求婚時，艾蜜莉坦言與威爾的室友發生了性關係，於是兩人分手。
離開威斯康辛州前，威爾答應艾蜜莉的要求，將一個包裹送給艾蜜莉交換學生時期的舊友桑娜。來到紐約桑娜的家中，威爾認識了桑娜的指導教授，並對桑娜豪放個性有初步瞭解。當競選總部的事告了一段落，威爾與競選團隊中的工作夥伴開了一家競選公司。同時，艾波兒去環遊世界，兩人還是會互通信，成為無所不聊的筆友。
在桑娜指導教授的新書發表會，威爾與桑娜偶遇，已為記者的桑娜在教授介紹下，幫威爾目前競選團隊撰寫候選人的介紹文稿，工作中兩人好感逐漸加溫。在一次的活動中，艾波兒回來找威爾打算告訴他她對威爾有意思，然而艾波兒發現威爾買了戒指要向桑娜求婚，所以艾波兒相當難過，而後兩人沒再見面。桑娜則在這天發表了一篇不利於威爾團隊的報導，導致兩人分手，這篇報導也讓威爾失去了夢想以及目前的工作。
幾年後威爾在路上的咖啡廳上與桑娜巧遇，而那時桑娜已身懷六甲，桑娜邀約威爾來參加她的派對，派對當天威爾與艾蜜莉又再度見面。
結局   以下故事結局建議觀影完再行閱讀
假日時威爾一家人前往動物園玩，三人都很喜歡企鵝。瑪雅憑威爾口中一個撥頭髮的小動作推理出艾蜜莉就是她的媽媽，所以瑪雅相當地傷心。瑪雅與媽媽回家前半途回奔擁抱威爾，威爾說故事最好的結果就是有妳瑪雅。
在簽屬離婚協議後，威爾在整理家中物品時找到之前在二手書店買到艾波兒父親的最後禮物-《簡愛》，還書給艾波兒時因為威爾拙於言辭(羞於說出感情？)，間接導致威爾被誤解，未能與艾波兒取得再進一步的機會。
女兒瑪雅了解到爸爸威爾活得並不開心，於是在瑪雅的鼓勵下，父女倆搭乘計程車前往艾波兒的家中，威爾再次鼓起勇氣打算說明實情。當下，艾波兒並沒有開門讓威爾有解釋的機會，所以威爾開始打消解釋的念頭，不過艾波兒聽到瑪雅在樓下說的話，讓艾波兒相當地好奇。艾波兒追出門口追問，此時威爾坦承當時留下艾波兒父親的最後禮物-《簡愛》在手中是因為那是艾波兒僅存在威爾手中的東西。艾波兒深受感動，於是邀威爾和瑪雅父女倆到她家坐一坐，當瑪雅進入艾波兒的家中，艾波兒衝到威爾的懷中擁吻，於是可想而知，艾波兒與威爾兩人再次交往。

## 演員
- 萊恩·雷諾斯 飾 威爾海斯
- 艾碧·貝絲琳 飾 瑪雅海斯
- 伊莉莎白·班克絲 飾 艾蜜莉；莎拉
- 瑞秋·懷茲 飾 桑娜；娜塔莎
- 艾拉·費雪 飾 艾波兒
- 德瑞克·路克 飾 羅素

## 外部連結
- 英文官網 （页面存档备份，存于）
- 中文官方網站
- 互联网电影数据库（IMDb）上《愛情三選一》的资料（英文）